# Jardin Anglais (Ginevra)

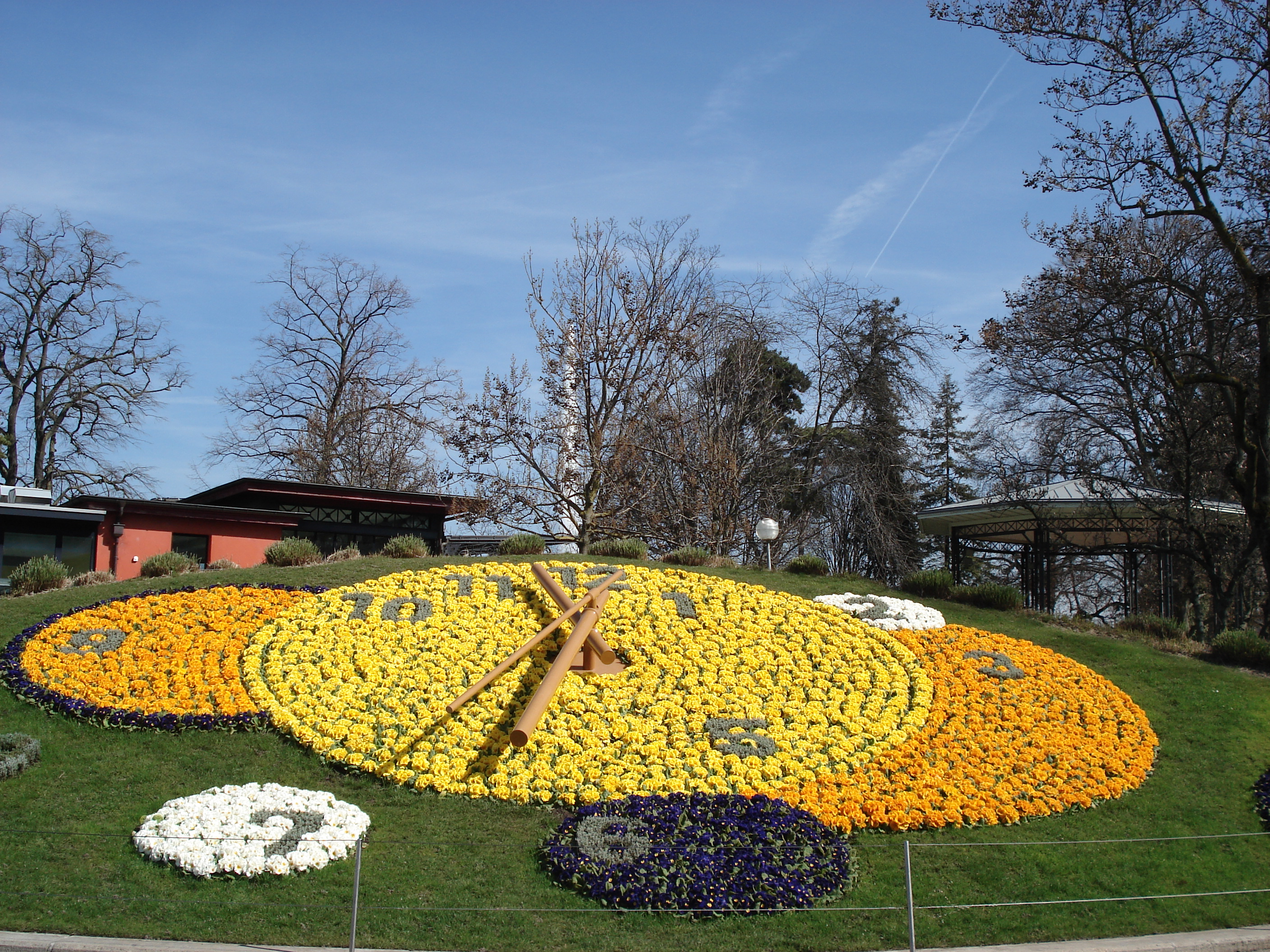
L'Horloge Fleurie nel Jardin Anglais di Ginevra

Il Jardin Anglais ("giardino (all')inglese") è un giardino di Ginevra, in Svizzera, situato in prossimità del lago e realizzato a partire dagli anni cinquanta del XIX secolo.
.

## Ubicazione
Il Jardin Anglais si trova in Quai du Général Guison, ai piedi della città vecchia, lungo la sponda del lago che dà sul Jeat d'Eau.

## Storia
Lungo la Grand-Quai si iniziò a edificare a partire dal 1853.
L'anno seguente le autorità locali decisero di creare un passeggio.
Quattro anni dopo fu realizzata una prima fontana, in seguito trasferita nel Jardin des Alpes e sostituita dalla Fontana delle Quattro Stagioni.

## Punti d'interesse

### Monumento Nazionale
Tra i punti d'interesse del Jardin Anglais, vi è il Monument National ("Monumento Nazionale"), monumento realizzato nel 1869 che commemora l'adesione di Ginevra alla Confederazione Elvetica nel 1814.

### Fontana delle Quattro Stagioni
Altro punto d'interesse è rappresentato dalla fontana delle Quattro Stagioni, situata al centro del giardino e realizzata nel 1862-1863..
La fontana è abbellita da quattro statue raffiguranti il dio del mare Poseidone, la nereide Anfitrite, Aci e la ninfa Galatea.
|  |

### Horloge Fleurie
Altro punto d'interesse ancora è rappresentato dall'Horloge Fleurie("Orologio fiorito"), un grande orologio realizzato nel 1955 con 6500 piante da fiore come tributo alla tradizionale orologeria svizzera.
|  |

### Pietre di Nettuno
Tra il giardino e il lungolago, si trovano inoltre le cosiddette Pierres de Niton ("Pietre di Nettuno"), due pietre originarie dell'Era glaciale Una di queste veniva utilizzate come mezzo di misura.